# Nicolas Bourbon der Jüngere
Nicolas Bourbon der Jüngere (* 1574 in Vendeuvre-sur-Barse oder Bar-sur-Aube; † 6. August 1644 in Paris) war ein französischer Oratorianer, Gräzist, neulateinischer Schriftsteller, Literat und Mitglied der Académie française.

## Leben und Werk
Nicolas Bourbon der Jüngere war der Großneffe von Nicolas Bourbon dem Älteren (1503–1550), Verfasser der Nugae, porträtiert von Hans Holbein dem Jüngeren. Bourbon war Schüler von Jean Passerat. Er unterrichtete nacheinander im Collège des Grassins, im Collège de Calvy und im Collège d’Harcourt. Zu seinen Schülern gehörte Jean-Louis Guez de Balzac. Auf Betreiben des Kardinals Jacques-Davy Duperron war er 1611–1620 Professor für Griechisch am Collège royal (Vorgänger: George Critton, 1555–1611, hier ab 1595; Nachfolger: Pierre Valens, 1570–1641). 1620 trat er zurück und  in das Oratorium ein. 1623–1628 war er Kanoniker in Langres. Er ging nach Paris zurück und erhielt 1634 von Richelieu eine Pension. Eine weitere Pension erhielt er von Bischof Augustin Potier von Beauvais, der sein Schüler gewesen war. 1637 wurde er in die Académie française gewählt (Sitz Nr. 29). Er starb im Alter von 69 Jahren.

## Werke (Auswahl)
- Nicolaï Borbonii Poëmatia exposita. Appendix. 1633
- Opera omnia, poemata, orationes, epistolae, versiones e Graeco, quibus accessit ejusdem tumulus a clarissimis viris extructus 1651, 1654